# الانتخابات الرئاسية الغابونية 2016
الانتخابات الرئاسية الغابونية 2016 هي الانتخابات الرئاسية العاشرة للجمهورية الغابونية التي عقدت في 27 أغسطس 2016. والتي أعلن فيها المرشح علي بونغو أونديمبا فوزه على نظيره جان بينغ يوم 31 أغسطس 2016.